# DECIDED
「DECIDED」（ディサイディッド）は、UVERworldの楽曲。31枚目のシングルとして2017年7月12日にgr8!recordsから発売された。

## 概要
前作『一滴の影響』からおよそ5か月ぶり、アルバム『TYCOON』から先行となる2017年第二弾シングル。表題曲「DECIDED」は実写映画『銀魂』主題歌に、カップリング曲の「RANGE」は『Red Bull Box Cart Race Tokyo 2017』TV-CM曲に使用された。
初回生産限定盤、通常盤の2形態でリリース。初回生産限定盤には2016年12月21日に行われた大阪城ホールでのTAKUYA∞生誕祭からライブ映像を2曲収録したDVDが付属する。「LONE WOLF」はプロトタイプでの演奏を収録。
キャッチコピーは、「俺たちはもう、決めたから。」

## チャート成績
オリコンチャートで初週に約4.1万枚を売り上げ初登場2位となった。また、iTunesでも総合指数が10万ユニットを突破し、年間ランキングでは自己最高の51位を獲得した。

## 収録内容
| 全作詞・作曲: TAKUYA∞、全編曲: UVERworld & 平出悟。 |                 |         |            |      |
| #                                                   | タイトル        | 作詞    | 作曲・編曲 | 時間 |
| 1.                                                  | 「DECIDED」     | TAKUYA∞ | TAKUYA∞    | 4:41 |
| 2.                                                  | 「RANGE」       | TAKUYA∞ | TAKUYA∞    | 5:21 |
| 3.                                                  | 「DIS is TEKI」 | TAKUYA∞ | TAKUYA∞    | 7:37 |
| 合計時間:                                           | 合計時間:       | 17:40   |            |      |

| 監督: 田中力 |                                                  |      |            |
| #            | タイトル                                         | 作詞 | 作曲・編曲 |
| 1.           | 「ALL ALONE (Live at Osaka Jo Hall 2016.12.21)」 |      |            |
| 2.           | 「LONE WOLF (Live at Osaka Jo Hall 2016.12.21)」 |      |            |

## 楽曲解説
DECIDED
映画「銀魂」の主題歌のために書き下ろされた。銀魂の世界観に合わせ、ハード・バラード・その中間の曲の3パターンを制作し、中間の曲が採用された。「それぞれの決意」という楽曲テーマをMVにて表現している。福島にある廃墟ホテル「ヘレナ国際ホテル」にてMV撮影が行われた。YouTubeで公開されたMVはShort ver.であり、フルバージョンはiTunes Storeにて配信されている。TAKUYA∞は「豪華キャストとスタッフ、世界的な人気漫画の実写化いうことで制作発表からすでに大きな話題になっていた作品にまさかUVERworldが関われるとは思ってもいませんでした。笑いあり、アクションあり、感動ありの銀魂の世界を盛り上げる起爆剤を提供できればという思いで作りました。最後の一瞬まで侍達の生きる姿を見逃さず映画を楽しんでください。」と意気込みを明かした。
7月1日に放送された『THE MUSIC DAY 2017』に初出演し、同曲と2ndシングル「CHANCE!」を披露した。UVERworldがテレビに出演し楽曲を披露するのは、「THE OVER」以来およそ5年ぶりである。7月28日の『ミュージックステーション』でも「No.1」以来7年ぶりに同曲で出演した。
RANGE
「Red Bull Box Cart Race Tokyo 2017 TVCM曲」に使用。TAKUYA∞は同曲について「Red Bullの応援する人＝挑戦し続ける人というイメージのもと、僕らも楽曲で後押しできるように作り『自分が登りつめたいところまで妥協せずいこう』そういう気持ちを込めた曲が完成しました。この曲が挑戦する多くの人に届き、多くの背中を押すことができたら嬉しいです。」とコメントしている。
DIS is TEKI
TAKUYA∞が曲作りの最中にふざけて信人をディスった楽曲が、メンバーらの好評を得たため、TAKUYA∞自身が自分の悪口を書き、それを信人にアンサーしてほしいという流れで曲が完成した。「WE ARE GO」のMV公開から1週間後、YouTubeにて公開された。YouTubeで公開されたものとはメロディ等が異なっている。アルバム『TYCOON』のアレンジが最終段階となったタイミングでリアレンジの発案があり、そこからアレンジが行われた。アルバムに収録する案もあったという。
演奏時間が7分37秒あり、『AWAYOKUBA-斬る (LIVE intro ver.)』（2012年発売、7thアルバム『THE ONE』収録）より1秒短く、2022年3月時点でのUVERworldの楽曲において、演奏時間が2番目に長い。